# 郑昌泓
郑昌泓（英語：Changhong Zheng，1955年—），前中国南车集团副董事长、总裁、党委副书记，改組後為中國中車集團公司及中國中車股份有限公司党委书记、副董事长、执行董事。

## 生平
毕业于北京交通大学，获博士学位。历任铁道部北京二七机车厂副厂长，2002年6月至2004年5月，任南车集团副总经理；2004年5月起任南车集团党委书记兼副总经理。2007年12月起出任副董事长、总裁、党委副书记。
2016年11月28日，郑昌泓退任中國中車集團公司及中國中車股份有限公司副董事長、執行董事、董事會戰略委員會副主席及委員、提名委員會委員職務。